# Ikaroslistan
Ikaroslistan var en förteckning framtagen av Rikskriminalpolisen över Sveriges efterlysta brottslingar vilka man var mest angelägen om att gripa. Personerna på listan var utvalda från en större lista över internationellt efterlysta. Listan var namngiven efter Ikaros i grekiska mytologin. Listan offentliggjordes av Tommy Hydfors, tillförordnad chef för Rikskriminalen, den 8 september 2010 i programmet Efterlyst på TV3, och uppdaterades 19 september 2011. Den förefaller inte ha använts i senare säsonger av detta TV-program.